# Yves Tanguy
Raymond Georges Yves Tanguy (* 5. Januar 1900 in Paris; † 15. Januar 1955 in Woodbury, USA) war ein französischer Maler des Surrealismus.
Yves Tanguys Landschaften sind mal luftig leicht, ähneln Wolkenformationen, mal erinnern sie an die Tiefen des Meeresgrunds, mal an die Oberfläche fremder Planeten, nie aber sind sie eindeutig fassbar: Sie sind surreale Landschaften im wahren Sinne des Wortes. Seine verschlüsselten Bildwelten geben bis heute Rätsel der Deutung auf.

## Leben und Werk
Tanguy, der 1900 in Paris geboren wurde, war ein anarchischer und gleichzeitig schweigsamer Mensch. Während seiner Zeit auf dem Gymnasium traf er auf Pierre Matisse, der sein zukünftiger Sammler und Freund wurde. Nach einem Besuch einer Ausstellung von Giorgio de Chirico in der Galerie Paul Guillaume im Jahr 1923 fasste er den Entschluss, Maler zu werden. Tanguy war Autodidakt, er begann 1923/24 zu zeichnen und aquarellieren, wobei er damals vom Dadaismus beeinflusst und noch weit von der Pittura metafisica entfernt war. In den frühen Werken Tanguys sind Expressionismus, Kubismus und neue Sachlichkeit als Einflüsse zu spüren. Noch 1925 wandte er sich dem Surrealismus zu. In diesem Jahr heiratete er Jeannette Ducrocq. Tanguy pflegte neben dem Kontakt zu André Breton auch den zu Louis Aragon, André Masson, René Magritte, Salvador Dalí und Max Ernst, in deren Schatten er jedoch blieb. Die Bildsprache, die er Mitte der 1920er Jahre entwickelte, sollte er weitgehend beibehalten. Er schuf auch erotische Zeichnungen, etwa um 1928 acht Illustrationen zu Les Couilles Enragées für den Verleger René Bonnel, Paris. Diese wurden jedoch bei einer Polizei-Razzia beim Drucker Gaston Coquette beschlagnahmt, und der Verleger gab sein Vorhaben auf. Sie wurden erstmals Mitte der 50er Jahre veröffentlicht in dem Werk Maria Comburg, Journal intime d'une provinciale, mit der Verlagsangabe London-Melbourne-Calcutta und Philéas Fogg als Verleger. Tatsächlich verbarg sich dahinter der Pariser Verleger Eric Losfeld. Im Jahr 1938 war er maßgeblich beteiligt an der Exposition Internationale du Surréalisme in der Galerie Beaux-Arts in Paris.
Tanguy emigrierte im November 1939, nach dem Ausbruch des Zweiten Weltkriegs, in die USA. Tanguys Bilder waren z. T. Kommentare zu Aufrüstung und Krieg. 1940 heiratete er in zweiter Ehe die amerikanische surrealistische Künstlerin Kay Sage. 1942 nahm er an einer Ausstellung in Peggy Guggenheims Galerie Art of This Century in Manhattan teil.
Tanguy starb 1955 in Woodbury, Connecticut, an einem Hirnschlag, den er infolge eines Sturzes erlitten hatte, nachdem sich sein Gesundheitszustand bereits in den Jahren zuvor verschlechtert hatte. Einige seiner Werke wurden postum auf der documenta II (1959) in Kassel gezeigt.

## Werke
- 1927: Schattenland, Detroit Institute of Arts, Detroit
- 1927: Er machte, was er wollte, Sammlung Richard S.Zeisler, New York
- 1928: Der dunkle Garten, Kunstsammlung Nordrhein-Westfalen, Düsseldorf
- 1937: Die Sonne in ihrem Schmuckkästchen, Solomon R. Guggenheim Museum, New York
- 1942: Unendliche Teilbarkeit, Buffalo AKG Art Museum, Buffalo